# 대수도사제

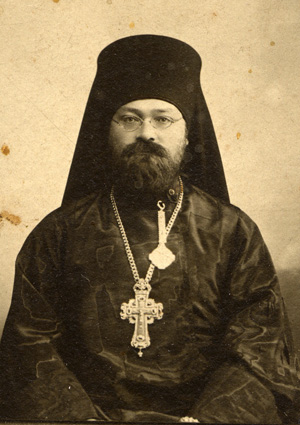
20세기 초 재러 한인들에게 선교한 러시아 정교회 예프렘 쿠즈네초프 주교의 대수도사제 시절 사진. 일반 사제나 수도사제와는 달리 미트라가 달린 십자가 목걸이를 착용하고 있다

대수도사제(大修道司祭, 그리스어: ἀρχιμανδρίτης)는 기독교 성직자의 일종으로, 동방 정교회의 수도사제 가운데 고위 수도사제로서 수도원장을 역임할 자격을 가진 수도사제의 직급이다.
원래는 수도원을 관할하는 수도원장을 역임하는 수도사제의 직급이다. 일반 수도사제 보다 상위인 이구메노스 몇 사람을 감독하는 일을 주교로부터 위탁받은 고위 수도사제에게도 이 칭호가 주어지기도 하며, 중요한 수도원 · 대수도원을 이끄는 것을 맡은 수도사제에게도 이 직급이 주어진다.
19세기 이후 러시아 정교회에서는 이구메노스와 대수도사제 직급이 수도원장을 역임하지 않더라도 거의 모든 고위 수도사제들이 받는 명예직이 되어(물론 오늘날의 러시아 정교회에도 수도원장을 역임하는 이구메노스와 대수도사제들이 여전히 존재하고 있다), 「주교 후보」의 의미로 수도사제가 이 직급들로 승품되는 케이스가 증가하여 오늘날에 이르고 있다.
한국 정교회에는 현재 대수도사제가 없으나 초대 한국 수도 대주교 소티리오스 트람바스가 1975년 그리스 정교회로부터 대한민국에 파송되었을 당시 대수도사제의 직분이었다.